# 小行星2944
小行星2944（2944 Peyo）是一颗围绕太阳公转的小行星。1935年8月31日，卡爾·威廉·萊茵姆特在海德堡发现了此天体。
該小行星以比利時插畫家沛優命名。
这颗小行星的绝对星等为153.08169等。